# The Oprah Conversation
Oprah Winfrey : Parlons Covid-19 The Me You Can’t See
The Oprah Conversation (ou Une conversation avec Oprah au Québec) est une série originale d'Apple, avec l'animatrice et productrice Oprah Winfrey et divers invités, visant à aborder divers sujets au cours d'entretiens par écrans interposés.

## Contexte
Cette émission fut créée, enregistrée, et publié durant la pandémie de Covid-19. 
Ce talk show est animé par Oprah Winfrey, qui reçoit pour chaque épisode une célébrité, et quelques spectateurs pour débattre à distance d'un sujet prédéfini comme le racisme, la justice, les devise, ou encore d'un livre,,.

## Distribution

### Principale
- Oprah Winfrey : créatrice, animatrice, productrice
- Tara Montgomery : productrice

### Invités

#### 2020
- Emmanuel Acho
- Ibram X. Kendi
- Bryan Stevenson
- Mariah Carey
- Isabel Wilkerson
- Matthew Mcconaughey
- Stevie Wonder
- Dolly Parton
- Barack Obama

#### 2021
- Amanda Gorman
- Eddie Murphy
- Elliot Page
- Will Smith

## Production
Le 27 juillet 2020, Apple TV+ et Oprah Winfrey ont annoncé la série The Oprah Conversation, dont les deux premiers épisodes furent diffusaient seulement trois jours plus tard sur Apple TV+. Les épisodes suivants sortent selon un calendrier irrégulier. 
La série fut tournée durant la pandémie de Covid-19 via écrans interposés. Pour le tournage, des salles ont été spécialement été aménagée notamment pour Oprah Winfrey, et son invité principal, cependant, il se peut également que certains épisodes soient tournés depuis les domiciles des intervenants, ou sans public. 
L'épisode avec Barack Obama a reçu une mise en place spéciale car le but a été de recréer l'illusion que Oprah Winfrey et l'ancien président des États-Unis soient dans le même bureau, alors qu'il sont en réalité sur des fonds verts dans des pièces différentes, cette mise en place fut par la suite remise en place pour d'autres invités dans les émissions de 2021. 
L'épisode 15, avec Will Smith marque la fin de la distanciation physique entre Oprah et ses invités sur le tournage. 

## Épisodes

### 2020
| #  | Titre français                                        | Titre d'origine (anglais)                            | Date de sortie de l'épisode | Invité (e) principal | Durée      |
| -- | ----------------------------------------------------- | ---------------------------------------------------- | --------------------------- | -------------------- | ---------- |
| 1  | Uncomfortable Conversations With a Black Man : part 1 | Uncomfortable Conversations With a Black Man: part 1 | 31 juillet 2020             | Emmanuel Acho        | 38 minutes |
| 2  | Uncomfortable Conversations With a Black Man : part 2 | Uncomfortable Conversations With a Black Man: part 2 | 31 juillet 2020             | Emmanuel Acho        | 35 minutes |
| 3  | Comment devenir antiraciste                           | How to Be an Antiraciste                             | 7 août 2020                 | Ibram X. Kendi       | 50 minutes |
| 4  | Bryan Stevenson                                       | Bryan Stevenson                                      | 14 août 2020                | Bryan Stevenson      | 41 minutes |
| 5  | Mariah Carey                                          | Mariah Carey                                         | 24 septembre 2020           | Mariah Carey         | 79 minutes |
| 6  | Caste : 1ère partie                                   | Caste: Part 1                                        | 8 octobre 2020              | Isabel Wilkerson     | 49 minutes |
| 7  | Caste : 2e partie                                     | Caste: Part 2                                        | 8 octobre 2020              | Isabel Wilkerson     | 55 minutes |
| 8  | Matthew Mcconaughey                                   | Matthew Mcconaughey                                  | 28 octobre 2020             | Matthew Mcconaughey  | 55 minutes |
| 9  | Stevie Wonder                                         | Stevie Wonder                                        | 6 novembre 2020             | Stevie Wonder        | 32 minutes |
| 10 | Dolly Parton                                          | Dolly Parton                                         | 13 novembre 2020            | Dolly Parton         | 39 minutes |
| 11 | Barack Obama                                          | Barack Obama                                         | 17 novembre 2020            | Barack Obama         | 76 minutes |

### 2021
| #  | Titre français | Titre d’origine (anglais) | Date de sortie de l’épisode | Invité (e) principal | Durée      |
| -- | -------------- | ------------------------- | --------------------------- | -------------------- | ---------- |
| 12 | Amanda Gorman  | Amanda Gorman             | 26 mars 2021                | Amanda Gorman        | 42 minutes |
| 13 | Eddie Murphy   | Eddie Murphy              | 9 avril 2021                | Eddie Murphy         | 48 minutes |
| 14 | Elliot Page    | Elliot Page               | 30 avril 2021               | Elliot Page          | 48 minutes |
| 15 | Will Smith     | Will Smith                | 5 novembre 2021             | Will Smith           | 86 minutes |

## Distinctions

### Récompense
Le programme a remporté le prix de la "Meilleure série structurée" (Best Structured Series) aux Critics Choice Real TV Awards.

### Nomination
La série fut nommée pour "Meilleur talk-show télévisé" (Outstanding Talk Series) aux NAACP Image Award de 2020.